# Ашин Вирату
Ашин Вирату (бирм. ဝီရသူ; род. 10 июля 1968, Чжаусхи, Мандалай) — мьянманский буддийский монах, известный своими националистическими взглядами. Сторонник движения «969».

## Жизнь, деятельность и взгляды
Родился в 1968 году в деревне Мьинсаин (Myinsaing), округ Чжаусхи (бирм. ကျောက်ဆည်ခရိုင်), регион Мандалай. В 14 лет бросил школу и стал монахом. В 2001 году примкнул к «Движению 969» (бирм. ၉၆၉ လှုပ်ရှားမှု).
В сентябре 2003 года в интервью корреспонденту «Asia Times» Вирату следующим образом оправдывал своё враждебное отношение к мусульманам Мандалая: «У нас и раньше были проблемы с мусульманами-пакистанцами, но они особенно обострились в последние годы. Они хотят, чтобы Мьянма была мусульманской, но Мьянма — буддистская. Они хотят, чтоб и остальная Азия была мусульманской и жила по мусульманским законам, но мы — буддисты». По его мнению, «мусульмане ответственны за почти все преступления в Мьянме: торговля опиумом, воровство, изнасилования. Они хотят изуродовать и уничтожить изображения Будды, как они это сделали в Афганистане. Сейчас они глумятся над нами с помощью этих лонджи». Когда Вирату говорил это, стоявшие рядом три юных монаха продемонстрировали три фотографии, на которых были изображены мужские лонджи c узорами, в которых буддийские символы помещались рядом с символами, предположительно обозначающими женские гениталии. По словам монахов, их привезли из исламской Малайзии, а в Мьянме их продавали и носили мусульмане. В том же году он был приговорён к 25 годам тюремного заключения за возбуждение ненависти к мусульманам, но в 2010 либо в 2012 году попал под амнистию. С 2011 года ведёт активную деятельность на Ютубе и других видах социальных медиа.
В сентябре 2012 года возглавил митинг в поддержку предложенного президентом Тейн Сейном плана выслать из страны проживающих в Мьянме мусульман-рохинджа. Месяц спустя в штате Ракхайн произошла очередная вспышка насилия. Вирату заявил, что причиной этого был инцидент, произошедший в городе Мейтхила, когда конфликт в ювелирном магазине перерос в серию ограблений и поджогов. Погибло более 14 человек, ряд монастырей, магазинов и домов были сожжены. Сообщается, что 5 марта 2013 года в Мейтхиле ещё как минимум два человека — бирманский буддийский монах Топито (бирм. သော်ပိတ) и один мусульманин — подверглись нападению толпы и пыткам. После посещения мест погромов Вирату осудил насильственные методы борьбы с мусульманами и отказался признать, что за ними стоит «Движение 969». Более того, он принял участие в различных встречах с мусульманскими лидерами Мьянмы, на которых разрабатывались меры по предотвращению насилия.
В июле 2013 года в журнале Time вышла статья журналистки Ханны Бич (Hannah Beech) о Вирату, озаглавленная «Лицо буддистского террора» (англ. The Face of Buddhist Terror) либо «Экстремистские буддийские монахи преследуют религиозные меньшинства». По данным этой журналистки, в то время Ашин Вирату был духовным лидером «Движения 969» и настоятелем монастыря «Новый Маесоейн» (New Maesoeyin Monastery), где проживало более 2500 насельников, в том числе около 60 монахов. Статья в Time вызвала волну возмущений и требований извинений в Мьянме и в социальных сетях. Президент Мьянмы Тейн Сейн высказался в поддержку Ашина Вирату и осудил публикацию в Time статьи, «способствующей неверному пониманию буддизма, который существует уже тысячи лет и является религией большинства наших граждан». По сообщению государственного телевидения, распространение того номера журнала Time на территории Мьянмы было запрещено с целью предотвращения беспорядков на религиозной почве.
Вирату также предположительно заявлял, что хочет защитить общество по примеру Лиги английской обороны, и что «Вы можете быть преисполнены доброты и любви, но вы не можете спать рядом с бешеным псом … Если мы будем слабыми, наша земля станет мусульманской».
Вирату открыто обвинял мусульман в провокации насилия и заявлял, что мусульмане Мьянмы получают финансовую поддержку с Ближнего Востока: «Местные мусульмане грубы и дики потому, что экстремисты дёргают за нитки, давая им финансовую, военную и техническую силу».
В качестве примера насилия со стороны мусульман и их доминирования над соседними народами Вирату приводил распространение ислама в Индонезии, и говорил, что мусульманские оппоненты стали называть его «бирманским Бен Ладеном» после того, как Time в той статье некорректно давал понять, будто бы он сам описывает себя так. Вирату же говорил, что он «ненавидит насилие» и «противится терроризму», призывает не к физическому уничтожению мусульман-рохинджа, а к их депортации из Мьянмы.
В 2013 году Вирату предложил другим монахам обсудить идею принятия закона о запрете или ограничении браков между мусульманами-мужчинами и буддистками-женщинами, поскольку в исламе мужчинам предписывается жениться только на мусульманках, христианках и иудейках (что Вирату интерпретировал как отсутствие свободы вероисповедания). Эта идея быстро стала популярной в Мьянме; петиция в парламент о проведении референдума по вопросу межконфессиональных браков быстро набрала 2,5 миллиона подписей. Предлагалось, чтоб такой брак мог заключаться только с одобрения родителей жениха и невесты, разрешения властей и при условии перехода мужчины в буддизм. В 2015 году парламент по предложению президента принял четыре закона: о контроле над рождаемостью, о процедуре перехода в другую религию, о межконфессиональных браках и о моногамии. Власти получили право определять территории, на которых женщине разрешается рожать не чаще одного раза в три года.
21 июля 2013 года произошло предполагаемое покушение на Вирату путём подрыва бомбы, но он остался невредимым; другие пять человек, включая одного монаха-новичка, получили лёгкие ранения. Вирату расценил этот подрыв как попытку исламских экстремистов заставить его замолчать.
Он также предлагал ввести ограничения на браки между буддистами и мусульманами и призывал к бойкоту товаров и услуг, предлагаемых мусульманами.
В сентябре 2013 года «Движение 969» было запрещено Государственным комитетом сангха маха наяка (бирм. နိုင်ငံတော် သံဃမဟာနာယကအဖွဲ့) за составление законопроектов, предусматривающих ограничение численности и прав мусульманского населения. Но уже в январе 2014 года бывшие участники этого движения основали Патриотическую ассоциация Мьянмы, продвигающую идеи защиты бирманской этнической группы. В 2017 году и она была запрещена, но продолжила деятельность под наименованием «Благотворительный фонд Буддадхаммы» (англ. Buddha Dhamma Charity Foundation). Вирату в ответ на эти запреты заявил, что Государственный комитет сангха маха наяка контролируется военными и принял это решение «под дулом пистолета».
Хотя Патриотической ассоциацией Мьянмы руководил коллегиальный орган, Вирату, по всей видимости, был её настоящим лидером. В этом качестве он участвовал в кампании за принятие законов, ограничивающих гражданские права мусульман, запрещающих им многодетность, многожёнство и браки с буддистками.
В январе 2015 года Вирату публично обозвал посланницу ООН Ли Янгхи (англ. Lee Yanghee) «сукой» и «шлюхой» после того, как она публично отреагировала на кампанию лоббирования этих законопроектов, и призвал её «предложить задницу каларам» (мьянманский уничижительный термин, обозначающий мусульман).
30 сентября 2015 года Вирату встречался с вице-председателем Национальной лиги за демократию отставным генералом Тин У, который сидел перед ним на полу и разговаривал с монахом «с должной степенью почтительности». На последовавших выборах в списках кандидатов от этой партии не было ни одного мусульманина.
23 февраля 2017 года Вирату возглавил религиозно-протестную акцию в Храме Будды Махамуни (бирм. မဟာမုနိ ရုပ်ရှင်တော်မြတ်ကြီး) в Мандалае, чтобы выразить осуждение правительственного рейда в храме Ват Пхра Дхаммакая в Бангкоке.
10 марта 2017 года правительство округа Иравади запретило Вирату вести проповедническую деятельность в регионе.
Когда этот запрет закончился, он продолжил выступать с речами, в которых призывал к настороженному отношению к мусульманам. По утверждению Myanmar Times, он мог способствовать свержению Аун Сан Су Чжи, пытался «вбить клин» между ней и военными, говорил, что «люди должны почитать членов парламента из Тамадо так же, как Будду…», а на ставшем популярным выступлении в Мьи сравнивал Су Чжи с проституткой, подлизывающейся к иностранным инвесторам. Из-за этого выступления в мае 2019 года был выдан ордер на арест Ашина Вирату по обвинениям в клевете и призыве к мятежу. Полтора года Вирату скрывался от полиции, но потом явился с повинной и был задержан в Янгоне за неделю до парламентских выборов.
В сентябре 2021 года Государственный административный совет, пришедший к власти в результате государственного переворота, снял с Вирату обвинения в призыве к мятежу и освободил его.

## Оценки и критика
Тейн Сейн обвинял журнал Time в клевете на буддизм и нанесении ущерба процессу национального примирения, а про Ашина Вирату утверждал, что тот говорит искренне, однако его слова, неверно воспринимаемые читателями журнала, подливают масла в огонь, провоцируют новые акты насилия против мусульман Мьянмы. При этом самого Вирату Тейн Сейн называл «сыном Будды» и «благородной личностью», преданной миру. В своём интервью DVB Вирату тоже обвинил Time в совершении «серьёзных нарушений прав человека» из-за того, что этот журнал отказался представить его точку зрения через дословную передачу вопросов и ответов на них. «Раньше я слышал о том, что арабский мир доминирует в глобальных медиа — сказал он, — но на этот раз, я это увидел собственными глазами».
Не все единоверцы разделяют убеждения Ашина Вирату. Далай-лама XIV после массовых беспорядков в Мьянме в марте 2013 года заявил, что убийство во имя религии «немыслимо», и призвал мьянманских буддистов за руководством обращаться к Будде, а не кому-то другому, а власти Мьянмы — прекратить преследования рохинджа. Пхра Паисал Висало (Phra Paisal Visalo), известный буддийский монах и исследователь буддизма из Таиланда, настаивает на том, что разделение людей на «нас» и «их», проповедуемое радикально настроенными монахами в Мьянме, категорически недопустимо в буддизме, но практически не надеется переубедить радикалов. Распространение подобных идей в среде буддийского монашества Висало объясняет тем, что бхикшу в Мьянме, как и на Шри-Ланке, долгое время были изолированы и почти не общались с буддистами из других стран, а также тем, что там и там исторически существует значительный раскол общества по этническому признаку. В самой Мьянме Аррия Вуттха Бевунтха (Arriya Wuttha Bewuntha), настоятель монастыря Мявадди Саядо в Мандалае осудил то, к чему призывал Вирату, сказав: «Он немного склоняется к ненависти, а это не тот путь, которому учил Будда. Будда учил тому, что ненависть не может быть благом, потому что Будда воспринимал всех существ как равных. Будда не рассматривал людей через религию». Историк и буддолог Николай Цыремпилов также полагает, что Ашин Вирату недостаточно образован, и потому продвигает чуждые буддизму идеи, делая себе имя на тревожащей многих мьянманцев проблеме рохинджа. Как поясняет The Guardian, экстремистские заявления Вирату вряд ли можно объяснить лишь тем, что он недостаточно хорошо знает учение Будды; скорее всего, на его взгляды повлияла социально-экономическая ситуация в Мьянме, где многие успешные коммерческие предприятия принадлежат мусульманам.
Бирманский демократический активист Маун Зани (англ. Maung Zarni) обвинял возглавляемое Ашином Вирату «Движение 969» в распространении риторики ненависти и призывал страны ЕС воспринимать это серьёзно, поскольку Мьянма была одним из крупнейших получателей европейской гуманитарной помощи. Аун Сан Су Чжи критиковала предложенное Вирату строгое ограничение браков между мусульманами и буддистками как дискриминацию и нарушение прав человека.

## Пояснения
1. ↑  На сайте журнала Time заголовок статьи — «The Face of Buddhist Terror»[17]; А. А. Симония утверждает, что статья в журнале была озаглавлена как «Экстремистские буддийские монахи преследуют религиозные меньшинства», а надпись «Лицо буддистского террора» была помещена на обложку того номера журнала, азиатская версия которого вышла 22 июня, а англоязычная — 1 июля 2013 года[10].
2. ↑  Эти слова Вирату[21] были переданы журналистом The New York Times Томасом Фуллером[22]; российский историк Николай Цыремпилов[23] сомневается в достоверности их передачи[24].